# ما بزرگیم
ما بزرگ هستیم یک ترانه اثر خواننده مارک فورستر در سبک پاپ است. این قطعه اولین تک‌آهنگ از سومین آلبوم استودیویی او به نام نوار است.
نمودار موقعیت
| نمودار | بالاترین رتبه | هفته |
| ------ | ------------- | ---- |
| آلمان  | 3             | ...  |
| اتریش  | 18            | ...  |
| سوئیس  | 16            | ...  |

| کشور  | جوایز | فروش    |
| ----- | ----- | ------- |
| آلمان | طلا   | 150.000 |

## وب لینک‌ها
- موزیک ویدئو برای ما بزرگ هستیم در یوتیوب
- موزیک ویدئو به ما (متنی) در یوتیوب

## فردی شواهد
1. ↑  "Mark Forster – Wir sind gross". offiziellecharts.de. Retrieved 2016-06-24.
2. ↑  "Mark Forster – Wir sind gross". austriancharts.at. Retrieved 2016-06-22.
3. ↑  "Mark Forster – Wir sind gross". hitparade.ch. Retrieved 2016-06-19.
4. ↑  "Gold/Platin/Diamond – Auszeichnungen in Deutschland" (PDF). musikindustrie.de. Retrieved 2016-04-13.